# Naturmuseum Neuberg an der Mürz
Das Naturmuseum Neuberg an der Mürz ist ein Naturkundemuseum im Naturpark Mürzer Oberland in der Steiermark. Es gründet sich auf die Sammlung von Herbert Schliefsteiner.

## Geschichte
Schliefsteiner zeigte bereits in jungen Jahren Interesse am Zeichnen und Malen der Tier- und Pflanzenwelt seiner Heimat. Seine präzisen und detailgetreuen Landschafts-, Tier- und Pflanzenbilder fanden Aufnahme in Lehrbücher. Reisen in verschiedene afrikanische und europäische Naturschutzgebiete gaben ihm die Möglichkeit, zahlreiche Skizzen vor Ort anzufertigen.
1991 wurde das Naturmuseum im ehemaligen Stift Neuberg eröffnet. Jedes Präparat wurde von ihm in seiner typischen Haltung, in sein der Natur nachempfundenes Umfeld gestellt. An der Erweiterung der Sammlung hat er bis zuletzt ständig gearbeitet.
Im Jahr 2021 übergab die Familie Schliefsteiner das Naturmuseum Neuberg an die Marktgemeinde Neuberg an der Mürz; in weiterer Folge wurde der Naturpark Mürzer Oberland mit dem Betrieb des Naturmuseums betraut.
Im Mai 2025 öffnet das neu gestaltete Naturmuseum unter dem Titel „NaturErlebnisMuseum nature4future“ seine Pforten. Es wird dort nun sowohl die Biodiversität der sieben steirischen Naturparke präsentiert, als auch eine Ausstellung zu aktuellen Umwelt- und Klimathemen, die die Vielfalt der Natur interaktiv vermittelt.

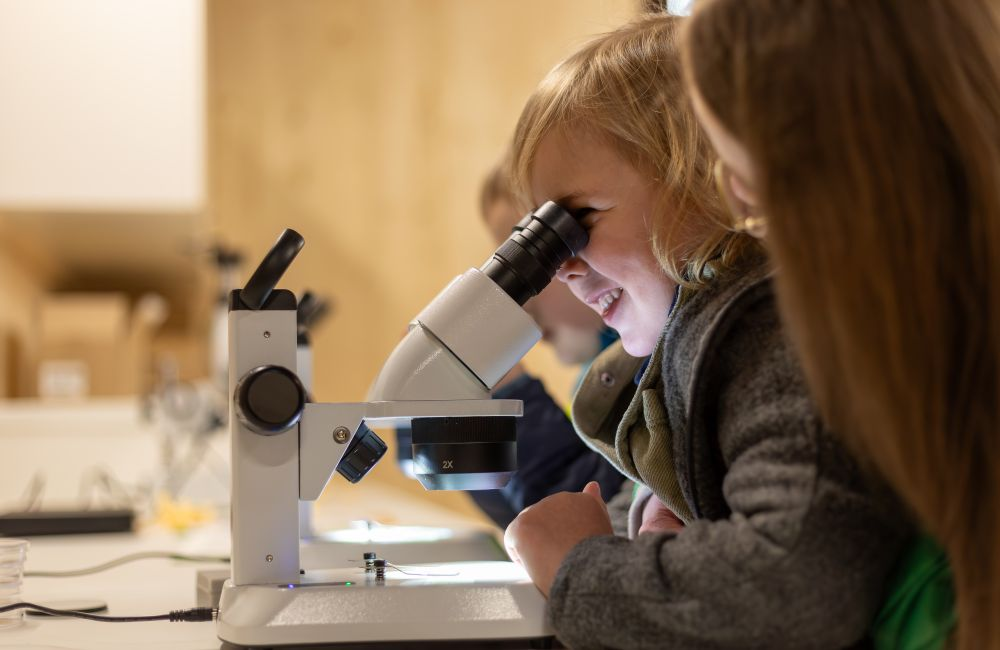
Naturerlebnismuseum Neuberg an der Mürz

Die österreichweit einzigartige Sammlung von Herbert Schliefsteiner ist zum Teil in die Ausstellung integriert und größtenteils in einem eigenen Schaudepot zu sehen.